# المنصورية (الكويت)
المنصورية، منطقة سكنية من مناطق محافظة العاصمة في الكويت. وتعتبر إحدى أصغر مناطق الكويت، حيث تتكون من قطعتين سكنيتين فقط. سُميت بهذا الاسم نسبة إلى الأهازيج التي كانت تقال عندما كان الناس يخرجون من المدينة ويحتفلون في هذه المنطقة، فقد كانوا يقولون: «طلعنا من باب السور بيرقنا بيرق منصور.»
يحيط بالمنصورية أربع طرقات رئيسية وهي: طريق المغرب السريع، الدائري الأول الذي سمي بطريق صباح الأول، الدائري الثاني، وطريق القاهرة. ويجاورها المناطق التالية مدينة الكويت، ضاحية عبد الله السالم، الدسمة، القادسية، الدعية، النزهة.

## أبرز المعالم في المنطقة
- إستاد نادي العربي الكويتي.
- المركز الثقافي البريطاني
- مركز البحوث والدراسات الكويتية
- السفارة الفرنسية